# Rhynchospiza
Rhynchospiza é um gênero de ave da família Emberizidae.

## Espécies
Duas espécies são reconhecidas para o gênero Rhynchospiza:
- Rhynchospiza dabbenei (Hellmayr, 1912)
- Rhynchospiza stolzmanni (Taczanowski, 1877)
- Rhynchospiza strigiceps (Gould, 1839)